# Drahov

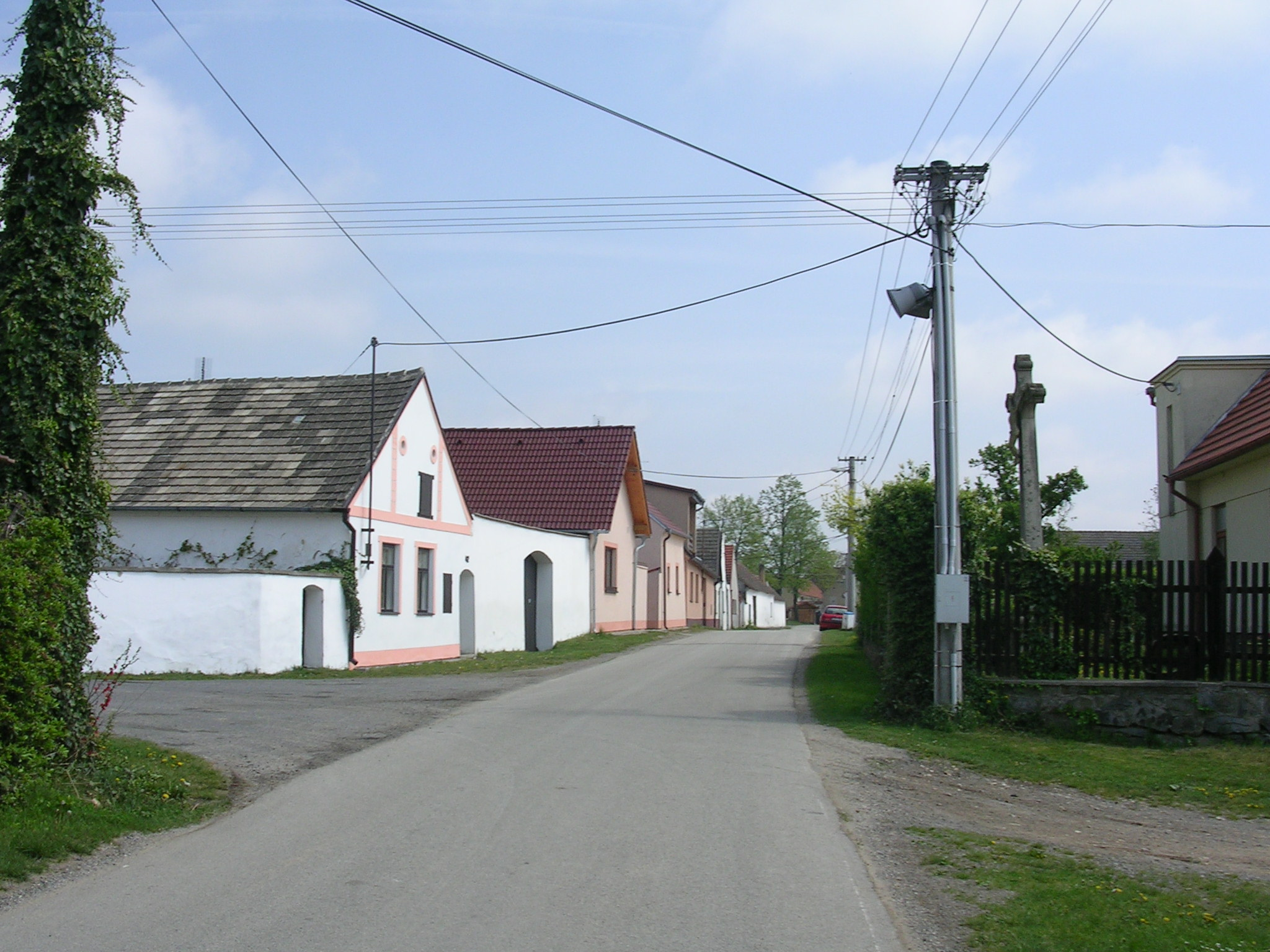
Ortsansicht

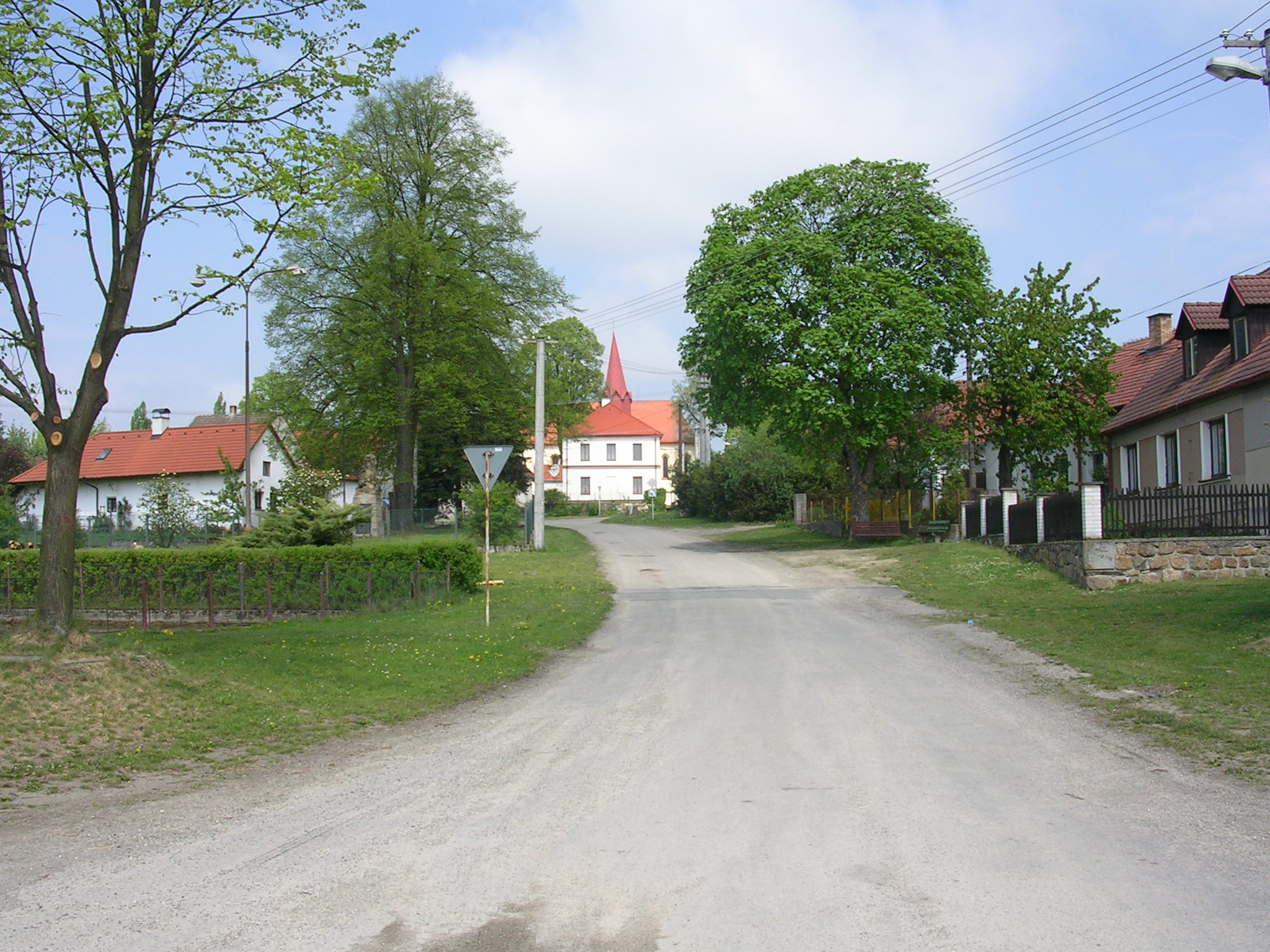
Straße zum Gemeindeamt und Kirche

Drahov (deutsch Drahles) ist eine Gemeinde in Tschechien. Sie liegt vier Kilometer südöstlich des Stadtzentrums von Veselí nad Lužnicí in Südböhmen und gehört zum Okres Tábor.

## Geographie
Drahov befindet sich rechtsseitig der Nežárka auf einer Anhöhe im Wittingauer Becken. Südlich erhebt sich die Kozina (434 m), im Westen der Šibeniční vrch (446 m) und nordwestlich die Kalina (442 m). Westlich des Dorfes bildet der Bach Zlukovský potok eine seichte Mulde, in der er im Teich Farářský rybník gestaut wird. Weitere größere Teiche in der Umgebung sind der Nový rybník im Norden, der Velký vřesenský rybník im Südosten und der Přední Sax im Süden.
Nachbarorte sind Zlukov und Doňov im Norden, Újezdec, Bašta, Vávrovka und Pleše im Nordosten, Vřesná, Kostroun und Ovčín im Osten, Baldýnka, V Drápale, Řehořinky, Cikar und Metel im Südosten, Hamr und Val im Süden, Vlkov, Hlavičky und Dehetník im Südwesten, Mlýn Křkavec und Veselí nad Lužnicí im Westen sowie Mezímostí nad Nežárkou und Tyršova čtvrť im Nordwesten.

## Geschichte
Die erste schriftliche Erwähnung des Pfarrdorfes Drahov erfolgte im Jahre 1359 als Besitz der Herren von Bernartice und Mezimostí aus dem Geschlecht der Witigonen. Nachfolgende Besitzer waren die Herren von Želeč und von Stráž. Zum Ende des 15. Jahrhunderts erwarben die Herren Neuhaus das Gut. Nach dem Tode von Joachim Ulrich von Neuhaus erbten die Grafen Slavata den Besitz und schlugen Drahov 1693 der Herrschaft Kardašova Řečice zu.
Zwei Jahre später erbten Johann Maximilian und Karl Joseph von Götz den Besitz. Letzterer, der seit 1717 alleiniger Besitzer war, verkaufte die Herrschaft 1725 an Johann Ferdinand von Kuefstein, der sie noch um die Güter Vřesná und Pleše erweiterte. Von ihm kaufte sie 1740 Johann Wenzel von Caretto-Millesimo, Markgraf von Savona, der sie 1746 an Karl Graf Swéerts-Sporck veräußerte. Dieser verkaufte die Herrschaft 1752 an Joseph Freiherrn von Jungwirth. Nachdem die Pfarre erloschen war, bildete die Kirche bis 1752 eine Filiale der Pfarrkirche Kardašova Řečice. Ab 1752 war Drahov Sitz eines Kaplanats, das 1786 unter dem Patronat des Religionsfonds zur Pfarre erhoben und 1807 zur Lokalie zurückgestuft wurde. Im Jahre 1768 tauschte Joseph von Jungwirth die Herrschaft bei Wenzel Fürst von Paar gegen Budišov ein. Im Jahre 1840 bestand Drahles/Drahow aus 48 Häusern mit 325 Einwohnern. Im Ort bestanden eine Schänke und die Kirche. Außerdem gehörten zu Drahles der herrschaftliche Meierhof Wřezna (Vřesná), der früher mit dem Dorf Záhoří ein eigenes Gut bildete, mit der Schäferei (Ovčín), einem Jägerhaus (Baldýnka) und der Hegerwohnung. Drahles war Pfarrort für Doniow, Metel, Karlstein (Karštejn), Augezdetz mit Neprassky sowie Slukau. Bis zur Mitte des 19. Jahrhunderts blieb das Dorf der Herrschaft Kardašova Řečice und den Fürsten Paar untertänig.
Nach der Aufhebung der Patrimonialherrschaften bildete Drahov/Drahles ab 1850 eine Gemeinde in der Bezirkshauptmannschaft Třeboň/Wittingau und dem Gerichtsbezirk Veselí nad Lužnicí. 1858 wurde in Drahov wieder eine eigene Pfarre eingerichtet. Nach der Aufhebung des Okres Třeboň wurde Drahov 1948 Teil des Okres Soběslav. Dieser wurde 1961 wieder aufgelöst und Drahov dem Okres Tábor zugeordnet. Am 1. Januar 1976 wurde Drahov nach Veselí nad Lužnicí eingemeindet. Nach einem Referendum löste sich das Dorf zum 24. November 1990 wieder los und bildet seither wieder eine eigene Gemeinde.

## Gemeindegliederung
Für die Gemeinde Drahov sind keine Ortsteile ausgewiesen. Zu Drahov gehören die Ansiedlung Vřesná (Wresna) sowie die Einschichten Baldýnka, auch Baldinka genannt, und Ovčín.

## Sehenswürdigkeiten
- Gotische Kirche Mariä Himmelfahrt auf dem Friedhof, sie wurde im 14. Jahrhundert errichtet und 1359 erstmals erwähnt. Die darin befindliche Madonna von Drahov aus dem 15. Jahrhundert wurde 1958 gestohlen, an ihrer Stelle wurde 1998 eine Nachbildung geweiht.
- Marienkapelle aus dem 19. Jahrhundert an einer Heilquelle am nördlichen Ortsausgang
- Wegekapelle des hl. Johannes von Nepomuk, errichtet 1883 in den Feldern
- Naturdenkmal Farářský rybník mit Population der Weißen Seerose
- Gedenkstein an die Übertragung von Grundstücken des Fürsten Paar an Kleinbauern während der ersten Bodenreform von 1923
- Markstein im Wald beim Gut Vřesná, der Granitfelsen wurde 1693 nach dem Kauf des Gutes Vřesná durch Ferdinand Wilhelm Eusebius zu Schwarzenberg behauen und war einer von neun Grenzsteinen des Gutes
- Hochseilgarten Vávrovka

## Söhne und Töchter der Gemeinde
- Jan Kouba (1909–1970), Schriftsteller, Schauspieler und Kurzfilmregisseur